# John Moore
John Moore (Glasgow, Escocia; 13 de noviembre de 1761-La Coruña, 16 de enero de 1809) fue un general británico que murió en la batalla de Elviña el 16 de enero de 1809 herido por una bala de cañón.
Fue enviado a España en 1808 al serle encomendado el mando de la fuerza expedicionaria británica.
Se encuentra enterrado en La Coruña en el Jardín de San Carlos.

## Biografía

### Primeros años
Nacido en Glasgow el 13 de noviembre de 1761, era hijo de John Moore, doctor y escritor, y hermano mayor del vicealmirante Sir Graham Moore. Se educó en la Glasgow High School, pero a los once años hizo una vuelta con su padre y el duque de Hamilton por Francia, Italia y Alemania, incluyendo una estancia de dos años en Ginebra, donde continuó la educación de Moore.

### Carrera política y militar (1776-1790)
Ingresó en el ejército británico en 1776 como alférez en el 51.º de infantería con base en Menorca. Su primera acción fue en 1778 durante la Guerra de Independencia de los Estados Unidos como teniente en el 82.º bajo las órdenes del VIII duque de Hamilton. En 1783 volvió a Gran Bretaña y en 1784 fue elegido miembro del parlamento por Lanark, Selkirk, Peebles y Linlithgow, un escaño que mantuvo hasta 1790.
En 1787 alcanzó el rango de comandante e ingresó brevemente en el 60.º antes de volver al 51.º. En 1791 su unidad fue asignada al Mediterráneo y participó en la campaña de Córcega, siendo herido en Calvi.
Llegó a coronel y se convirtió en ayudante del general Sir Charles Stuart. Las fricciones entre Moore y el nuevo vicegobernador británico de Córcega le hicieron recalar en las Indias Occidentales bajo el mando de Sir Ralph Abercromby.

### Moore en Irlanda en 1798
En 1798 ya era comandante general y sirvió durante la represión terrible de la rebelión republicana en Irlanda. Su intervención personal fue acreditada con la vuelta al curso de la batalla de Foulksmills el 20 de junio y logró el control de la ciudad de Wexford antes que el despiadado general Lake, evitando su probable saqueo. Aunque la rebelión fue aplastada con gran brutalidad, Moore se destacó de la mayoría de comandantes por su humanidad y su rechazo a cometer atrocidades.

### Formación militar
En 1799 comandó una brigada en la expedición a Egmont-op-Zee, en la que sus fuerzas fueron gravemente derrotadas y él herido gravemente. Recuperó el liderazgo del regimiento 52.º durante las campañas de Egipto.
Volvió a Inglaterra en 1803 para dirigir una brigada en el campamento Shorncliffe cerca de Folkestone, donde implantó un novedoso régimen de entrenamiento que produjo los primeros regimientos de infantería ligera británicos permanentes. Tenía reputación de ser un jefe humano excepcional y formador de hombres; se decía que cuando se construía un nuevo edificio en el campamento y el arquitecto le preguntaba dónde colocar los pasillos, le decía que esperase a ver por donde iban los hombres, y que entonces pusiese los pasillos ahí.

### Guerra con Francia (1803-1808)

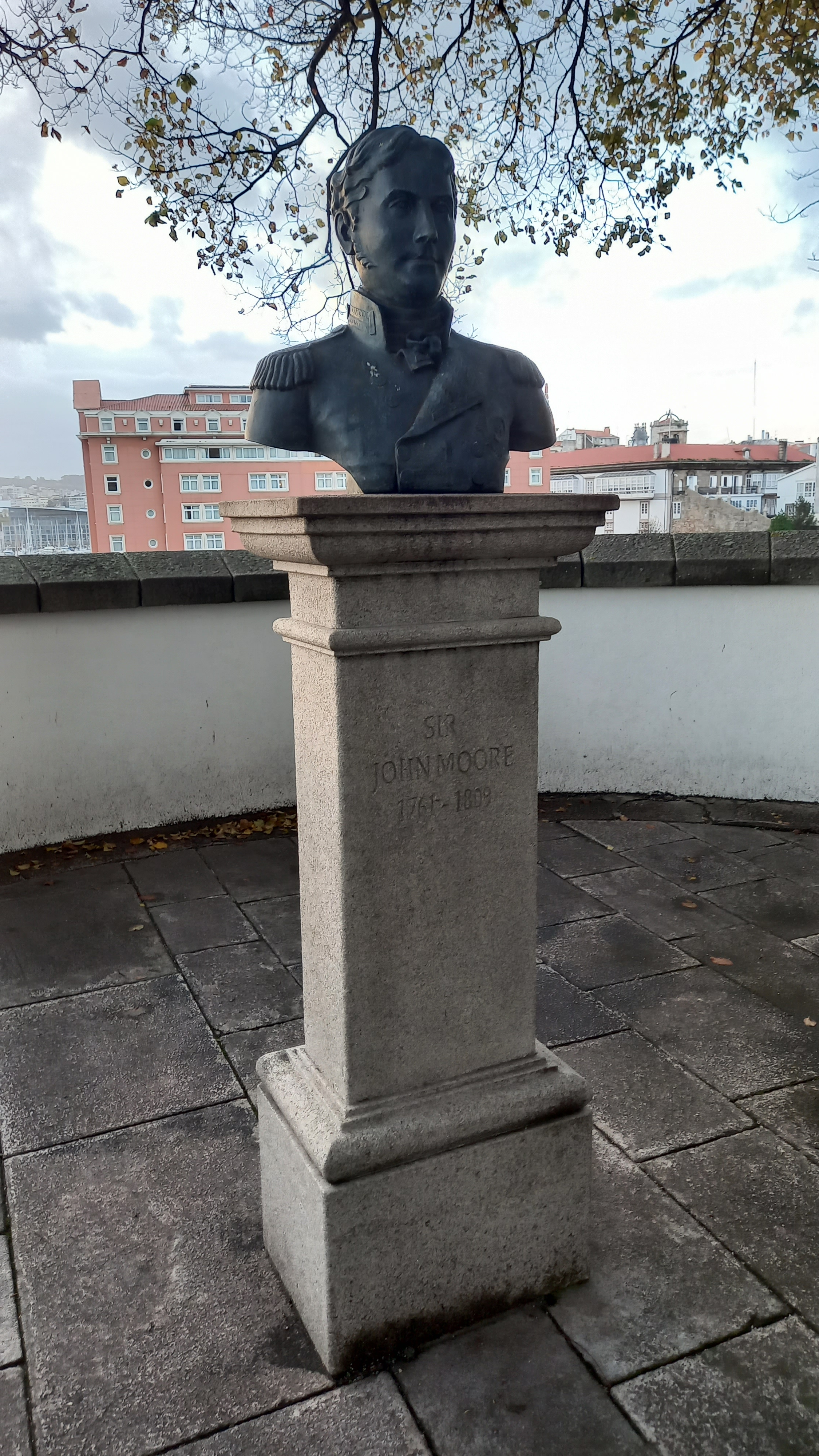
Busto de Sir John Moore en La Coruña, Galicia (España).

Cuando fue evidente que Napoleón estaba planeando la invasión de Inglaterra, se puso a Moore al cargo de la defensa de la costa desde Dover hasta Dungeness. A iniciativa suya se construyeron las torres Martello, siguiendo un patrón que le había impresionado en Córcega, donde estaba la torre prototipo en la Punta Mortella, que había ofrecido una tenaz resistencia a las fuerzas marítimas y terrestres británicas.
También inició el bloqueo del Royal Military Canal en Kent y Sussex, y reclutó 340 000 voluntarios para la milicia que defenderían la línea de South Downs si una fuerza invasora rompía las defensas de la armada regular. En 1804 fue nombrado caballero y ascendido a teniente general. En 1806 volvió al servicio activo en el Mediterráneo y en 1808 al Báltico para apoyar a los suecos. Las desavenencias con Gustavo IV le incitaron a volver a casa, pero luego fue destinado a Alemania.

### Guerra de Independencia Española (1808-11)
Moore comandó las fuerzas británicas en la península ibérica. Cuando Napoleón llegó a España con 200 000 hombres, Moore atrajo a los franceses hacia el norte mientras se retiraba para reembarcar tropas en los puertos de La Coruña y Vigo. Moore estableció una posición defensiva en una colina a las afueras de la ciudad, y fue herido mortalmente en la batalla de La Coruña o de Elviña.

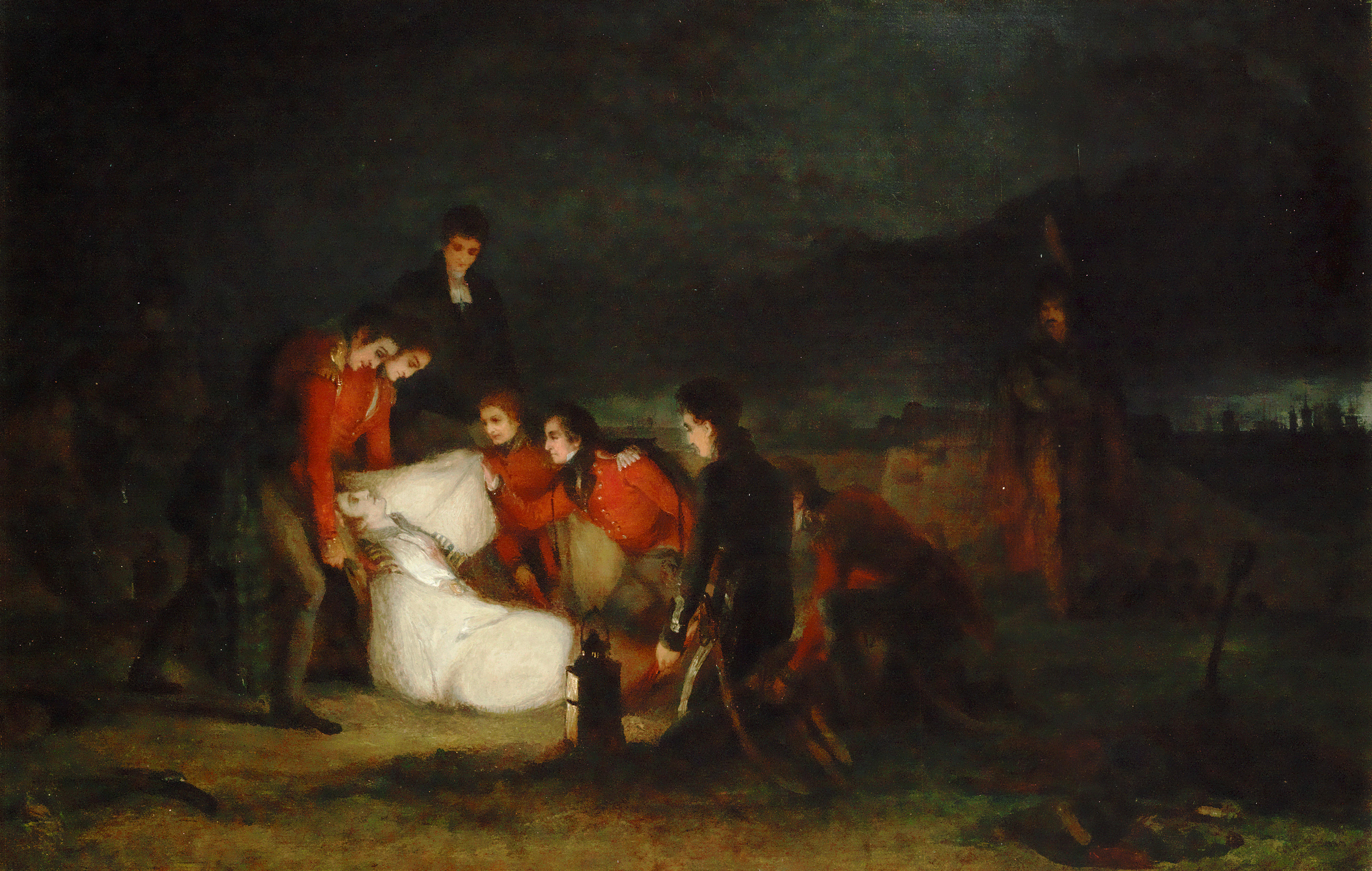
Entierro del general Moore durante la Batalla de Elviña (1809).

Cuando los franceses tomaron la ciudad, construyeron una tumba por orden del mariscal Soult.

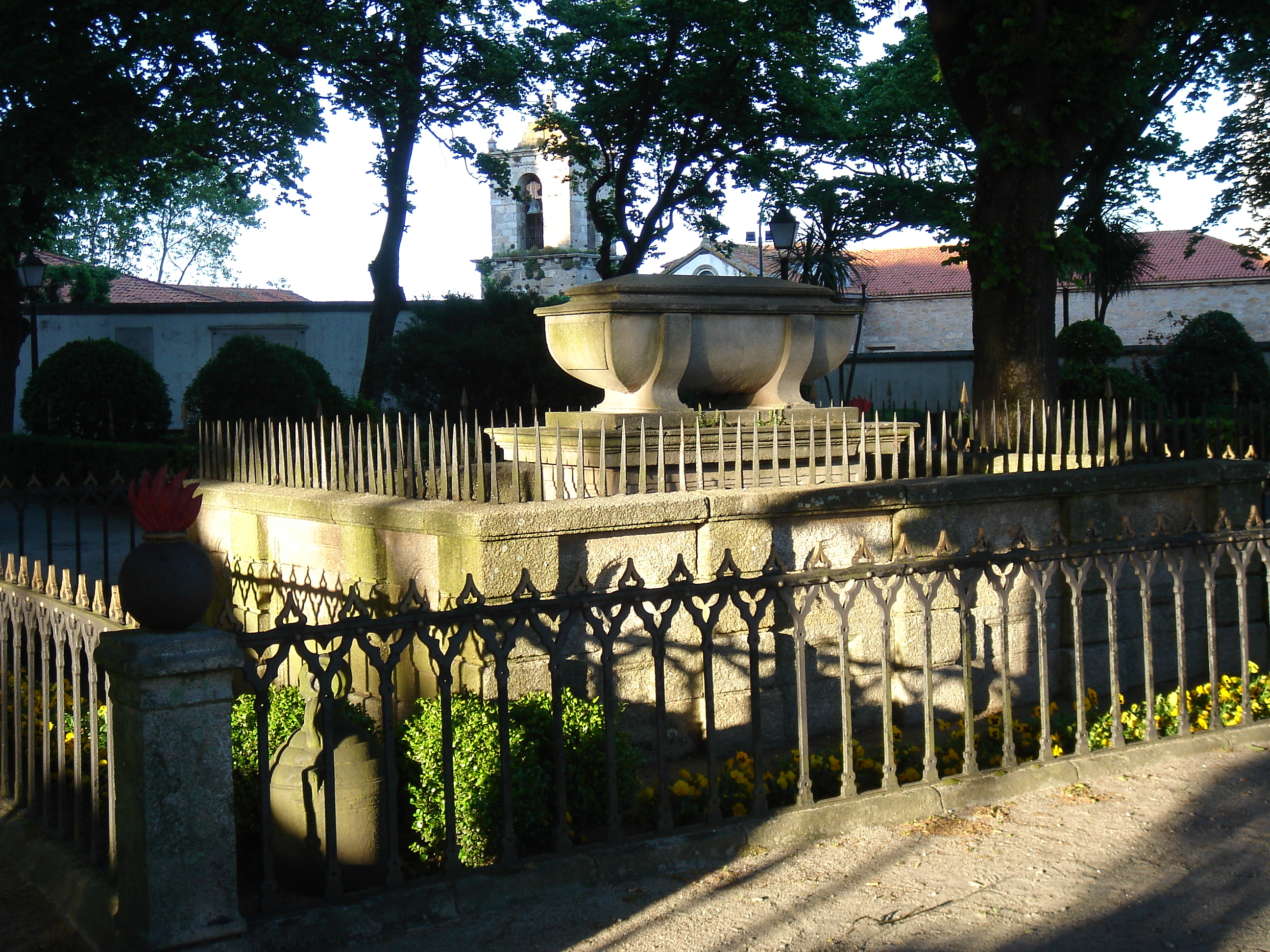
Tumba de Moore en el Jardín San Carlos en La Coruña.